# Vnitřní lékařství (časopis)
Vnitřní lékařství je oficiální časopis České internistické společnosti České lékařské společnosti Jana Evangelisty Purkyně (ČIS ČLS JEP) a Slovenské internistické společnosti Slovenské lékařské společnosti (SIS SLS), který slouží k postgraduálnímu vzdělávání internistů všech dílčích oborů i řady všeobecných lékařů. Časopis je důležitým zdrojem informací pro lékaře, uveřejňuje původní vědecké práce z oblasti vnitřního lékařství a zabývá se základními otázkami tohoto oboru. Časopis vychází od roku 1955. Od roku 2020 jej vydává Solen, s. r. o. a vychází osmkrát ročně.

## Zaměření obsahu
Časopis obsahuje následující rubriky:
- Přehledové články

- Původní práce
- Kazuistiky
- Ve zkratce
- Farmakologický profil
- Dobrá rada
- Diferenciálnědiagnostické okénko aneb Na co se vás mohou zeptat u atestace
- Informace
- Komentáře
- Ze společnosti

## Redakce

### Redakční rada
Předseda: prof. MUDr. Miroslav Souček, CSc.
Výkonní šéfredaktoři: prof. MUDr. Hana Rosolová, DrSc., FESC, prof. MUDr. David Karásek, Ph.D.
Členové užší redakční rady: MUDr. Zdeněk Monhart, Ph.D., MUDr. Hana Šarapatková, Ph.D., MUDr. Jan Škrha jr., Ph.D., prof. MUDr. Jan Václavík, Ph.D., FESC, prof. MUDr. Michal Vrablík, Ph.D., FEFIM

### Redaktorka
Mgr. Kateřina Dostálová

## Historie
Časopis vychází od roku 1955. V roce 2020 došlo z ekonomických důvodů ke sloučení časopisů Vnitřní lékařství a Interní medicína pro praxi a nadále vychází jen časopis Vnitřní lékařství, který se rozšířil o elektronickou podobu.